# Felisberto Caldeira Brant

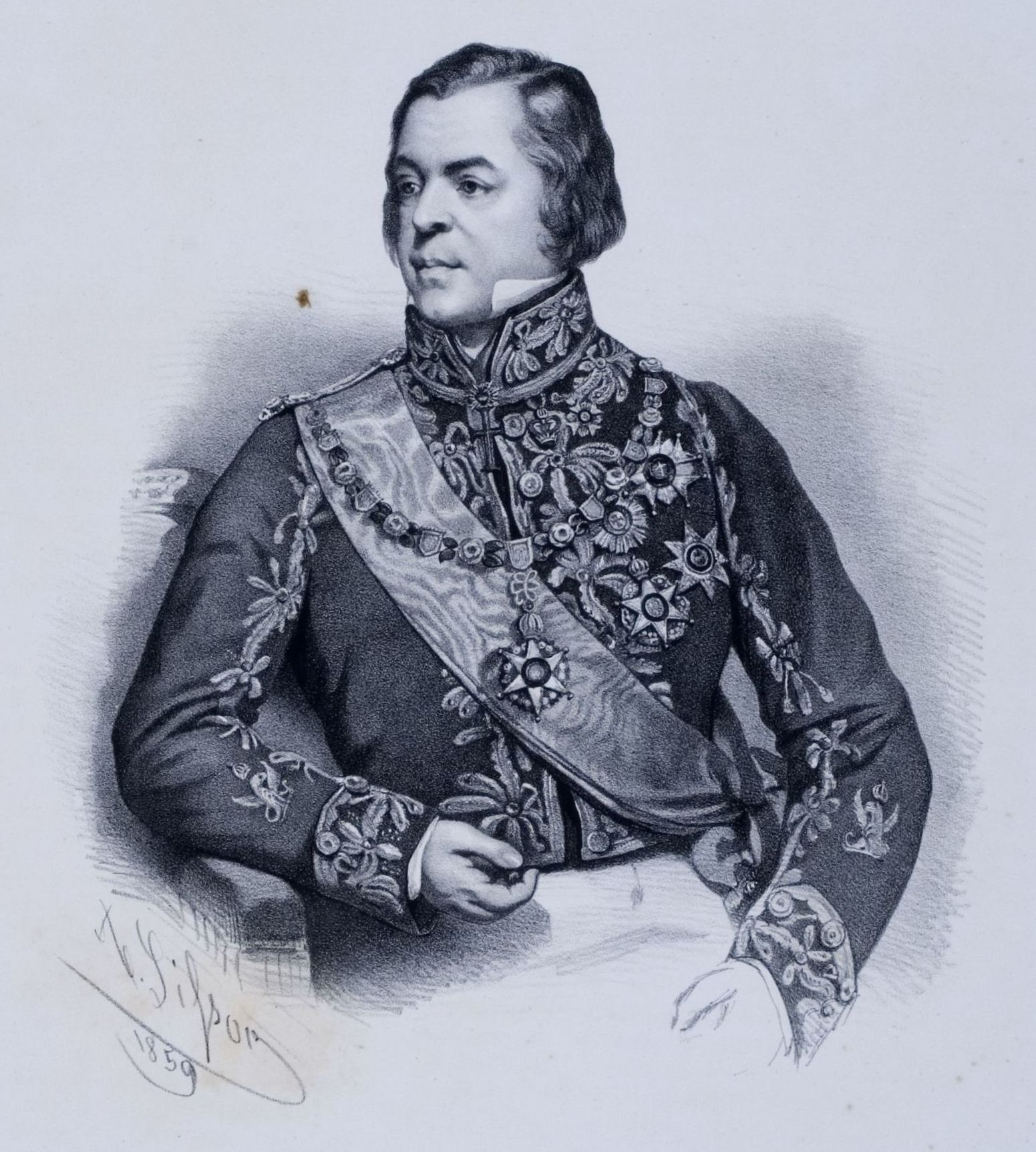
Felisberto Caldeira Brant Pontes de Oliveira e Horta, marqués de Barbacena.

Felisberto Caldeira Brant Pontes de Oliveira e Horta, marqués de Barbacena (Mariana, Minas Gerais, 19 de septiembre de 1772 – Río de Janeiro, 10 de junio de 1842) fue un distinguido militar y diplomático lusobrasileño.
Formado como marino, pasó luego a desempeñarse en el ejército imperial. Cuando en 1807 se estableció la sede de la familia real en Río de Janeiro, era ya teniente coronel en el primer regimiento de San Salvador de Bahía. Llegó al grado de mariscal.
En 1823 fue diputado a las Cortes, y luego ministro de Hacienda del emperador Pedro I.
Desde 1825 durante la Guerra rioplantense-brasileña fue uno de los principales jefes militares brasileños, y comandó el ejército brasileño en la batalla de Ituzaingó. En 1828-29,con la intervención del Reino Unido se llegó a la Convención Preliminar de Paz, por la cual Brasil retuvo las Misiones Orientales y el norte de la Provincia Oriental (llamada "Provincia Cisplatina" por los brasileños) territorios que fueron anexados a Río Grande del Sur, y el resto austral del territorio combatido fue transformado en un estado tapón que recibió el nombre de Estado Oriental del Uruguay. 
Escogido por este para acompañar a su hija María, en la que había recaído la corona de Portugal a consecuencia de la muerte de Juan IV, a Viena para su educación, apenas tocar tierra en Gibraltar el 3 de septiembre de 1828, tomó noticia de la insurrección absolutista del príncipe Miguel, y cambió su rumbo hacia el Reino Unido.
Durante las Guerras Liberales, marchó a Alemania para concertar el matrimonio de Pedro con Amelia de Beauharnais, junto con quien regresó, acompañando a María, a Brasil en 1829. Ocuparía el cargo de senador hasta 1842. Por sus servicios a la corona le fueron concedidas la Gran Cruz de la Orden del Cruzeiro do Sul, la Orden de la Rosa y la Orden de Cristo del Imperio.